# Mikael Ymer
Mikael Ymer (n. 9 septembrie 1998, Skövde, Comitatul Västra Götaland, Suedia) este un jucător suedez de tenis. Cea mai bună clasare a sa la simplu în clasamentul ATP  este locul 67 mondial, 2 martie 2020, iar la dublu, locul 187, la 16 octombrie 2017. În prezent este cel mai bun jucător suedez de tenis.